# Prieuré Sainte Marie Madeleine
 (mai 2021).
La mise en forme du texte ne suit pas les recommandations de Wikipédia : il faut le « wikifier ».
Les points d'amélioration suivants sont les cas les plus fréquents :
- Les titres sont pré-formatés par le logiciel. Ils ne sont ni en capitales, ni en gras.
- Le texte ne doit pas être écrit en capitales (les noms de famille non plus), ni en gras, ni en italique, ni en « petit »…
- Le gras n'est utilisé que pour surligner le titre de l'article dans l'introduction, une seule fois.
- L'italique est rarement utilisé : mots en langue étrangère, titres d'œuvres, noms de bateaux, etc.
- Les citations ne sont pas en italique mais en corps de texte normal. Elles sont entourées par des guillemets français : « et ».
- Les listes à puces sont à éviter, des paragraphes rédigés étant largement préférés. Les tableaux sont à réserver à la présentation de données structurées (résultats, etc.).
- Les appels de note de bas de page (petits chiffres en exposant, introduits par l'outil «  Source ») sont à placer entre la fin de phrase et le point final[comme ça].
- Les liens internes (vers d'autres articles de Wikipédia) sont à choisir avec parcimonie. Créez des liens vers des articles approfondissant le sujet. Les termes génériques sans rapport avec le sujet sont à éviter, ainsi que les répétitions de liens vers un même terme.
- Les liens externes sont à placer uniquement dans une section « Liens externes », à la fin de l'article. Ces liens sont à choisir avec parcimonie suivant les règles définies. Si un lien sert de source à l'article, son insertion dans le texte est à faire par les notes de bas de page.
- La présentation des références doit suivre les conventions bibliographiques. Il est recommandé d'utiliser les modèles {{Ouvrage}}, {{Chapitre}}, {{Article}}, {{Lien web}} et/ou {{Bibliographie}}. Le mode d'édition visuel peut mettre en forme automatiquement les références.
- Insérer une infobox (cadre d'informations à droite) n'est pas obligatoire pour parachever la mise en page.

Pour une aide détaillée, merci de consulter Aide:Wikification.
Si vous pensez que ces points ont été résolus, vous pouvez retirer ce bandeau et améliorer la mise en forme d'un autre article.
Le prieuré de l'ordre de Fontevraud Sainte-Marie-Madeleine est un prieuré situé à Fontevraud-l'Abbaye (Maine-et-Loire). Ce prieuré était statutairement dévolu à l’accueil des pénitentes en voie de conversion que Robert d’Arbrissel avait résolu d'arracher à leur vie dissolue, les « veuves et continentes », celles qui avaient de facto renoncé à leur statut de femme mariée. Ce prieuré est celui de toute l'abbaye royale, hors Saint-Jean de l'Habit, qui a le plus souffert de la transformation de l'abbaye en prison. Pour autant, d'importantes fouilles archéologiques ont pu y être conduites.

## Le site du prieuré de la Madeleine
Une visite classique de l'abbaye royale de Fontevraud pourrait faire courir le risque à un visiteur lambda dont le regard est nécessairement attiré par le chevet de l'abbatiale Sainte Marie de Fontevraud de ne pas voir là où était – et là encore ou ses ruines demeurent – le prieuré de la Madeleine.

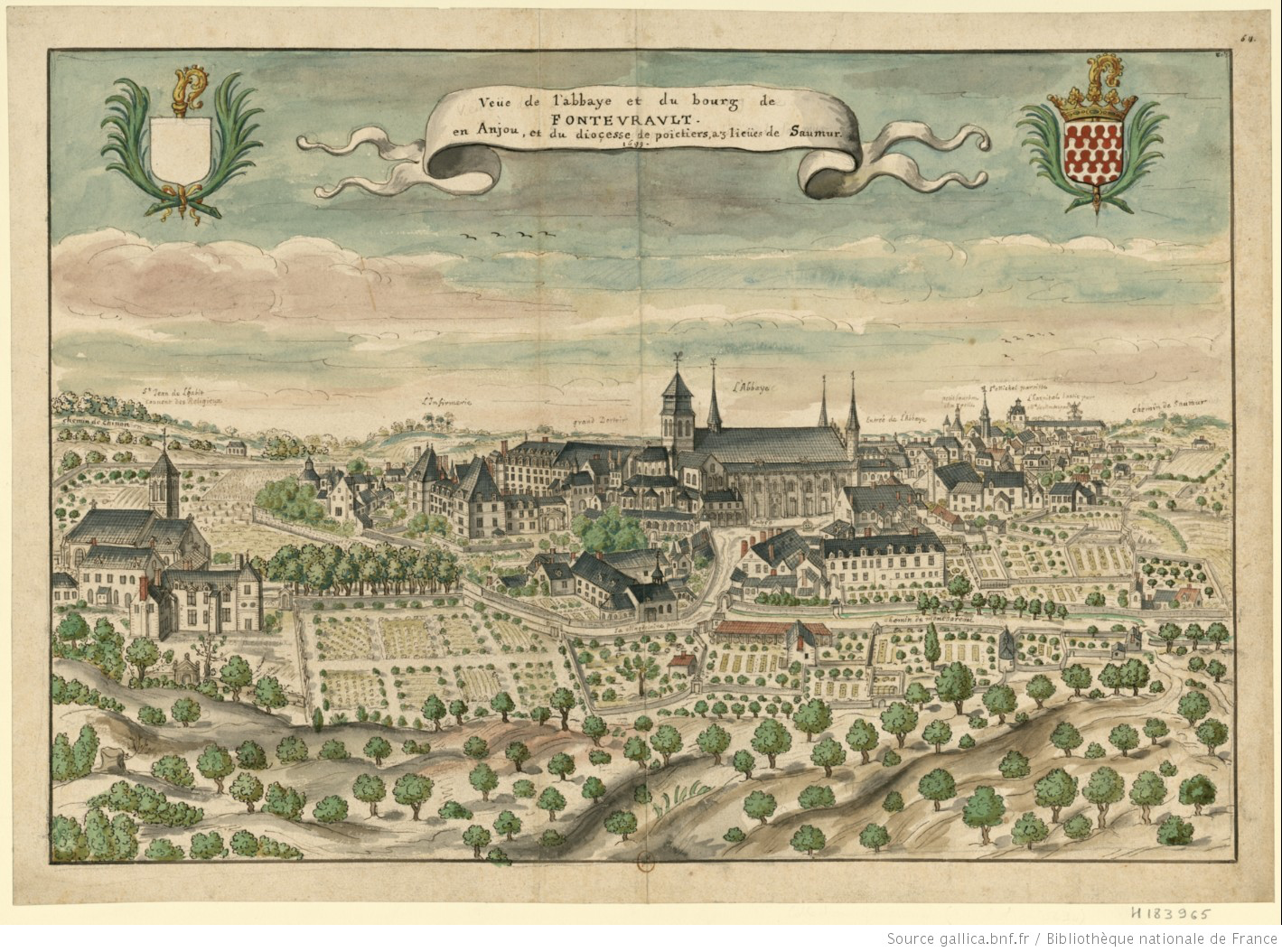

; géographiquement le prieuré de la Madeleine est situé dans la clôture principale abbatiale, qui englobait aussi le Grand Moutier, Saint-Benoît (les infirmeries) et Saint-Lazare (siège de l'actuel hôtel-restaurant) mais non pas Saint-Jean de l'Habit, dont il ne reste rien et qui "complication supplémentaire" était situé en surplomb du site de l'abbatiale.
Pour plus de précision, ajoutons que le prieuré de la Madeleine est intercalé entre Saint-Jean-de-l'Habit et le cimetière du Grand-Moutier.

## Aperçu sur l'histoire des constructions de la Madeleine
L’histoire de la construction des bâtiments du prieuré est encore fortement lacunaire ne serait ce que parce que même si l’abbaye n’est plus affectée à l’administration pénitentiaire depuis 1963[incompréhensible]. Le décret du 8 octobre 1804 transforme l’ancienne abbaye en maison centrale ; elle le restera jusqu’en 1963. Fontevraud, une maison de force et de correction (1804-1963) dans une abbaye,.
Pendant l’époque carcérale, « les bâtiments de la Madeleine sont notamment utilisés comme boulangerie et comme buanderie, en lien avec les lavoirs établis sur la fontaine Saint-Robert. » [réf. nécessaire]La dénomination fontaine Saint-Robert existe déjà en 1426. La démolition des anciennes structures pénitentiaires n’est pas encore achevée en cette année 2020. Le diable portant pierre, il se trouve que l’installation d’un pénitencier en ces lieux a également protégé certaines des constructions anciennes à raison des importants travaux de remblaiement préalablement à l’implantation des bâtiments pénitentiaires.

## L’église du prieuré
La longueur totale de l’église est estimée à une trentaine de mètres pour 7,80 mètres de largeur. La majeure partie des documents d’archives amène à conclure que nous sommes « en présence d'une abside unique avec deux à quatre contreforts externes ».

## Le cloître
Vers 1489, la construction du cloître de la Magdeleine (orthographe sans doute plus ancienne que celle contemporaine de Madeleine) probablement à quatre galeries, est due à Guillaume Bailleul, prieur de Saint Jean-de-l’Habit. Les fouilles contemporaines dont les résultats ont été présentés le 8 juin 2013 ont heureusement permis de mettre en lumière le côté du cloître dans lequel ont été retrouvées les deux baies éclairant la salle capitulaire ainsi que la porte à l’arcature romane y donnant accès. « Dans la salle capitulaire, l’état primitif avec le système de piliers centraux a pu être mis au jour partiellement »
S'agissant maintenant de la largeur des galeries du cloître, elle peut être estimée à 3,5 mètres et la hauteur à 6 mètres. Si ces galeries ont disparu en tant que telles, « les corbeaux supportant la charpente sont encore partiellement en place. C’est donc une grande partie du prieuré qui est sauvegardée sous les remblaiements et les enduits contemporains »,.

## Les bâtiments conventuels
« D’après le dessin de 1699, en façade orientale le premier étage est éclairé par au moins cinq fenêtres, disposition qui évoque un dortoir. Sur le plan réalisé vers 1750 figure également l’escalier des Matines. Il empiéterait sur l’espace de la salle du Chapitre pour relier directement l’étage à la nef de l’église » pour permettre plus commodément aux moniales d’assister à l’ office des matines célébré alors que le jour pouvait n’être pas encore levé.